# Opercularia loganioides
Opercularia loganioides là một loài thực vật có hoa trong họ Thiến thảo. Loài này được Keighery mô tả khoa học đầu tiên năm 1999.